# Gelbbauch-Saftlecker
Der Gelbbauch-Saftlecker (Sphyrapicus varius) ist eine kleine nordamerikanische Spechtart aus der Gattung der Saftlecker (Sphyrapicus) innerhalb der Familie der Spechte (Picidae). Der obligate Zugvogel ist im nördlichen Nordamerika östlich der Rocky Mountains weit verbreitet. Er lebt von kleinen Insekten, vornehmlich von Ameisen, sowie von Baumsäften unterschiedlicher Baumarten, die er durch Anlage kleiner Löcher (engl. sap wells) gewinnt. Diese Saftquellen werden zwar bewacht und gepflegt, dienen aber dennoch vielen anderen Vögeln und Insekten als Nahrung oder Nahrungsergänzung. Auch als Höhlenlieferant für kleinere höhlenbrütende Arten spielt diese Spechtart in ihrem Lebensraum eine sehr wichtige Rolle. Die Art ist monotypisch. Gemeinsam mit dem Feuerkopf-Saftlecker (Sphyrapicus ruber) und dem Rotnacken-Saftlecker (Sphyrapicus nuchalis) bildet sie die Superspezies Sphyrapicus varius. Nach Einschätzung der IUCN ist der Bestand nicht gefährdet.

## Aussehen
Der Gelbbauch-Saftlecker ist mit einer Körperlänge von maximal 21 Zentimeter und einem Gewicht von durchschnittlich 50 Gramm ein kleiner Specht. Er entspricht in der Größe etwa dem heimischen Mittelspecht, ist aber etwas leichter als dieser. Er ist ein stark kontrastierend schwarz-weiß gezeichneter Vogel und weist meist bei beiden Geschlechtern eine auffallende rote Kopfzeichnung auf. Im frischen Gefieder sind die später fast rein weißen Gefiederanteile am Hals und an den oberen Bauchseiten gelblich. Der Geschlechtsdimorphismus bezüglich der Färbung ist relativ gering und beschränkt sich auf die unterschiedliche Kehlfärbung. Weibchen sind marginal kleiner und leichter als Männchen. Jungvögel unterscheiden sich wesentlich von ausgefärbten.

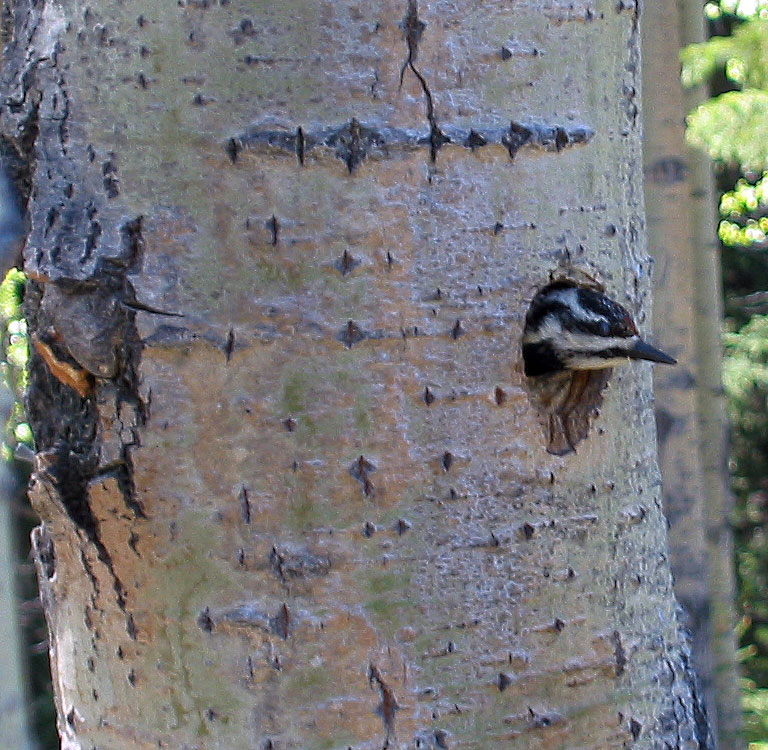
Weibchen in Bruthöhle. Rotzeichnung nur auf der Stirn angedeutet

Der Nacken und der proximale Schulterbereich sind bis zum oberen Rücken auf weißem, zuweilen gelb behauchtem Grund unregelmäßig schwarz gebändert. Die Innenfahnen der Federn der unteren Rückenseite, des Bürzels bis zu den Oberschwanzdecken sind weiß, ihre Außenfahnen schwarz. Die Oberflügeldecken sind schwarz und weisen ein deutliches und ausgedehntes weißes Band auf, das beim geschlossenen Flügel ein deutliches weißes Flügelfeld ergibt. Die Schwingen sind auf schwarzem Grund weiß getupft, wodurch eine weiße, streifenförmige Flügelzeichnung entsteht. Die Oberseite der Steuerfedern ist schwarz. Die Innenfahnen des Zentralpaares sind weitgehend weiß, die äußeren zwei bis drei Federpaare weisen nur geringe Weißzeichnungen vor allem an den Spitzen der Außenfahnen auf. Die Unterseite ist ab dem schwarzen Brustschild blass gelb, an den Flanken und in der unteren Bauch- und Steißregion eher schmutzig weiß. Die Brustseiten und die Unterschwanzdecken weisen eine feine, schwarze, pfeilspitzenartige Zeichnung auf; auch die Schäfte dieser Gefiederareale sind mehrheitlich schwarz. Die Unterflügeldecken sind schmutzig weiß, die schwarzen Schwingen weißlich bis hellgrau gebändert. Die Färbung der Schwanzunterseite entspricht jener der Oberseite.

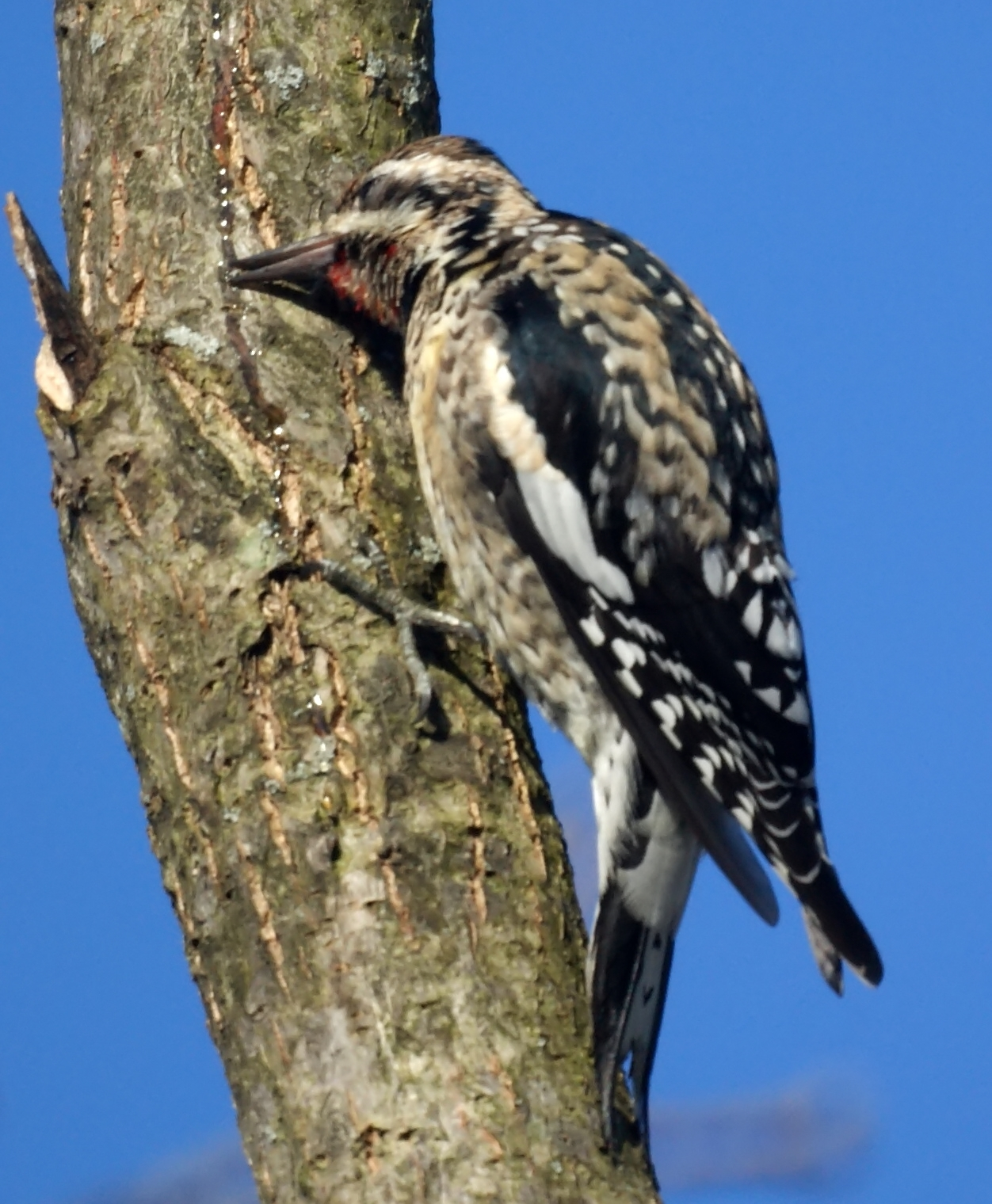
Immaturer Gelbbauch-Saftlecker im Übergangskleid, wahrscheinlich Männchen

Die Füße und die vier Zehen sind blaugrau bis grünlich-grau, der relativ kurze, spitze, an der Basis sehr breite Schnabel ist schiefergrau bis schwärzlich. Die Iris ist satt braun.
Beim adulten Männchen sind die leuchtend rote Stirn und der rote Scheitel zur Gänze schwarz eingefasst. Der Überaugenstreif ist weiß; er verläuft an den Nackenseiten bis zum Mantel. Ein schwarzer Augenstreif erstreckt sich von der Stirn über die Augen, die Ohrdecken, die Halsseiten bis zu den Schultern. Er wird wieder deutlich von einem weißen Band begrenzt, das am Schnabelansatz beginnt und halsseitig bis zur oberen Brust verläuft. Ein schmaler schwarzer Bartstreif begrenzt diese Gefiederregion. Er vereinigt sich mit dem deutlichen, schwarzen, halbmondförmigen Brustlatz, indem der die leuchtend rote Kehle zur Gänze umfasst.
Das Weibchen unterscheidet sich nur durch das Fehlen der roten Kehle vom Männchen. Diese Region ist bei ihm weiß. Bei nicht wenigen Individuen fehlen auch die Rotfärbungen der Kopfoberseite oder sind zumindest sehr stark mit Schwarz durchmischt.
Juvenile und immature Gelbbauch-Saftlecker unterscheiden sich deutlich von adulten. Die Oberseite ist auf dunkel olivbräunlichem Grund unregelmäßig hell-dunkel gefleckt. Brust und Bauch sind schmutzig hell braungrau und unregelmäßig geflockt. Das weiße Flügelband ist schmaler als bei ausgefärbten Individuen und weist oft schwarze Einschlüsse auf. Die markanten Gesichts- und Kopfzeichnungen fehlen Jungvögeln völlig.

### Mauser
Der Wechsel ins erste Jugendgefieder erfolgt noch vor dem Ausfliegen. Die Mauser ins Erwachsenengefieder verläuft in mehreren Phasen, wird während der Zugzeit zur Gänze unterbrochen und ist erst im Spätfrühjahr, also mit Eintritt der Brutreife, weitgehend abgeschlossen. Die charakteristische Kopf- und Gesichtszeichnung entwickelt sich langsam während des ersten Winters. Stark abgetragene Reste des ersten winterlichen Übergangsgefieders können bis ins dritte Lebensjahr erkennbar bleiben.

### Ähnliche Arten
Der  Rotnacken-Saftlecker ist im Aussehen und im Verhalten dem Gelbbauch-Saftlecker sehr ähnlich. Ihre Verbreitungsgebiete berühren beziehungsweise überschneiden sich im südwestlichen Alberta, wo es auch zu Mischbruten kommt. Bestes Unterscheidungsmerkmal ist das rote Nackenabzeichen des Rotnacken-Saftleckers, das bei beiden Geschlechtern dieser Art ausgebildet ist, bei Weibchen allerdings stark reduziert sein kann. Bei juvenilen Individuen ist eine Bestimmung im Feld sehr schwierig. Von den beiden anderen Sphyrapicus-Arten sollte der Gelbbauch-Saftlecker immer zweifelsfrei unterschieden werden können.

## Lautäußerungen
Die Stimmcharakteristik der in der Balz- und Vorbrutzeit akustisch präsenten Art ist nasal, einige Rufe erinnern an mechanische Geräusche, wie etwa an Ansauggeräusche von Wasserpumpen oder Blasebälgen, oder weisen eine miauende Charakteristik auf, die den Rufen kleiner Eulen ähneln kann. Zu Beginn der Balzzeit sind einzelne oder Folgen pfeifend-qietschender uhii…uhii…uhii die häufigsten Lautäußerungen; oft werden diese Rufe von den langsamen, unverwechselbaren Trommelsignalen unterbrochen, die mit nicht sehr schnellem, akzentuiertem Klopfen beginnen und nach einem kurzen Trommelwirbel im Mittelteil mit rhythmischem Klopfen enden. Warn- und Beunruhigungsruf ist ein eher leises Mijuh, das bei zunehmender Erregung lauter, höher, tremolierender und spitzer wird. In innerartlichen Auseinandersetzungen sind tschjek…tschjek…tschjek-Reihen zu hören. Während der Balzzeit sind auffällige Fluggeräusche und Flügelklatschen zu hören.

## Verbreitung und Lebensraum

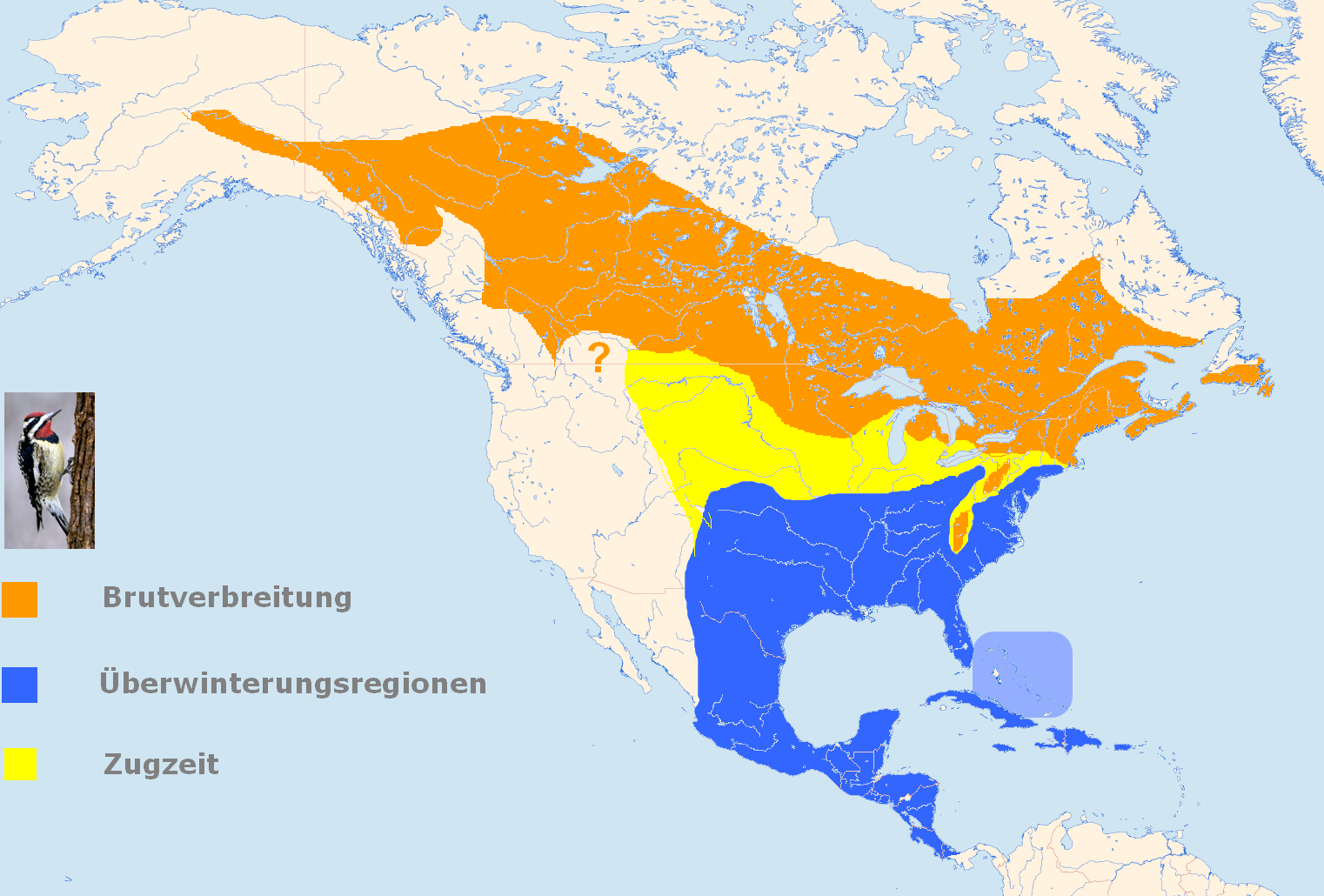
Verbreitungsgebiet der Art

Das Verbreitungsgebiet zieht sich im Westen vom südwestlichen Yukon-Gebiet in einem unterschiedlich breiten Gürtel leicht südwärts bis an die atlantische Küste in Labrador und Südneufundland. In Alaska liegt die Nordgrenze der Verbreitung fast am Polarkreis, im Osten Kanadas bei etwa 55° Nord. Die Südgrenze liegt im Westen im kanadischen Grenzgebiet zu den USA, überschreitet dieses nach Osten hin jedoch bedeutend. Die südlichsten Vorkommen liegen in den Appalachen, in West Virginia, in Tennessee und im östlichen North Carolina.
Die Überwinterungsgebiete schließen im Süden daran an, ohne sich aber mit den Brutgebieten zu überschneiden. Sie reichen bis an den Golf von Mexiko, umfassen ganz Mexiko bis auf Niederkalifornien und den äußersten Nordwesten sowie alle mittelamerikanischen Staaten bis Panama, wo die Art aber nur mehr vereinzelt erscheint. Gelbbauch-Saftlecker überwintern auf vielen Westindischen Inseln. Während der Zugzeiten kann die Art in den gesamten USA östlich der Rocky Mountains auftreten.
Einzelne Irrgastmeldungen liegen von den Scilly-Inseln, Irland und Island sowie, etwas häufiger, von Grönland vor.

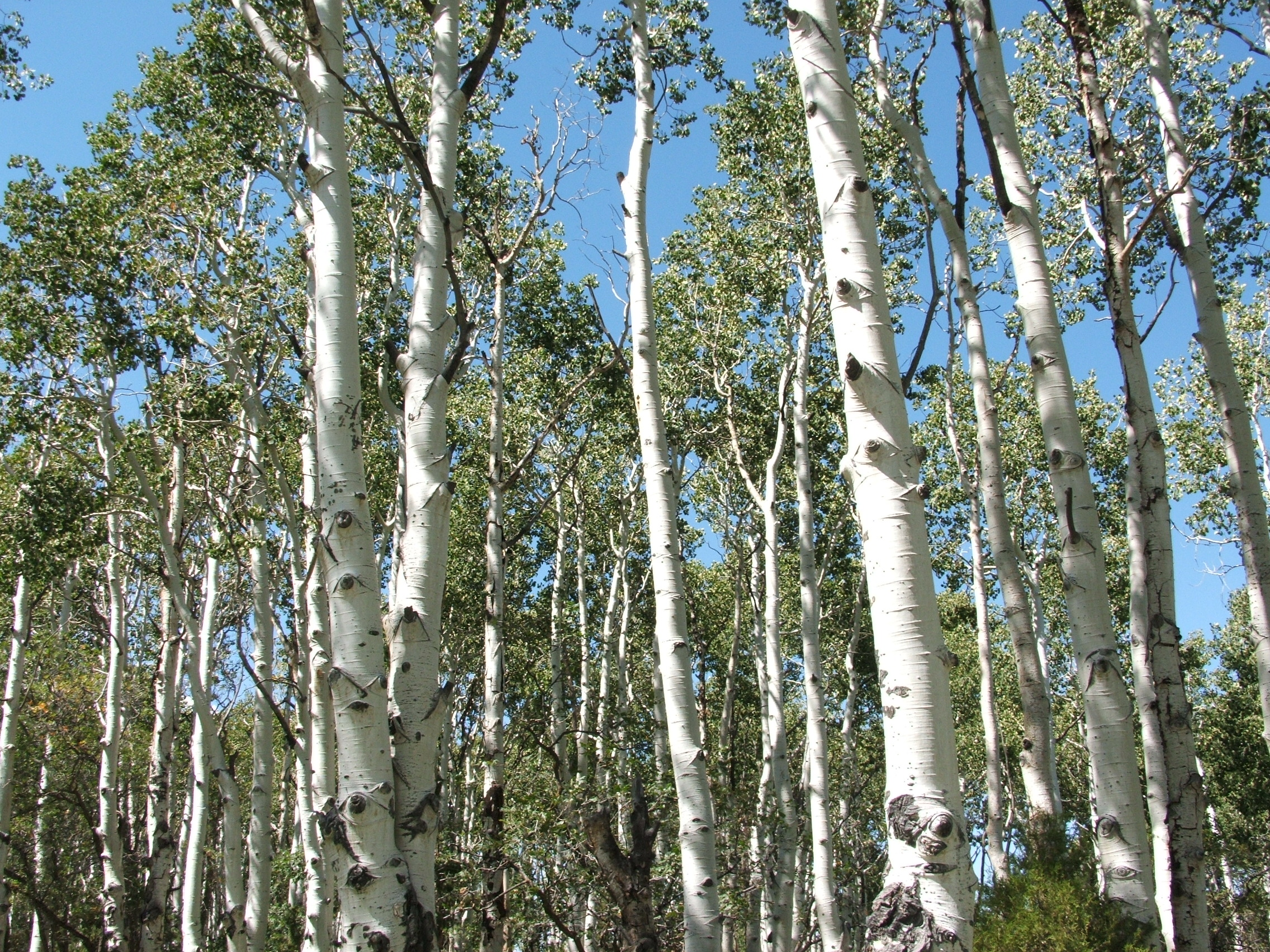
Die Amerikanische Zitterpappel ist ein sehr wichtiger Brutbaum für die Art, als Nahrungsbaum spielt sie eine weniger bedeutende Rolle

In diesem großen Verbreitungsgebiet bewohnt die Art Mischwälder und flussbegleitende Laubwälder. Sie bevorzugt auffallend recht junge Wälder, im Gegensatz zu vielen anderen Spechten spielt bei ihr das Vorhandensein von Totholz keine Rolle. Wichtige Nahrungs- und Brutbäume sind vor allem die Amerikanische Zitterpappel, daneben Birken und Hickorys. Reine Nadelwaldgebiete werden nicht besiedelt. Gelegentlich bewohnt die Art lichte Rotahornwälder, in Hartholzbeständen aus Buchen, Eichen oder Ulmen ist sie weniger häufig.
Auch im Winter meidet der Gelbbauch-Saftlecker reine Nadelwälder, kommt aber in lockeren Gelbkiefer-Beständen vor. Insgesamt sind die Winterlebensräume sehr vielfältig. Er besiedelt eine Vielzahl eher offener Waldgebiete mit unterschiedlicher Baumzusammensetzung, besucht einzelstehende Bäume in landwirtschaftlich genutzten Gebieten und dringt in die Randgebiete von Städten vor.
Die vertikale Verbreitung erstreckt sich in den Brutgebieten vom Meeresniveau bis etwa 2000 Meter, in den Winterquartieren bevorzugt die Art höher gelegene Gebiete und wurde in Mexiko bis in Höhen von über 3500 Metern festgestellt.
Die Art errichtet und verteidigt Brut- und Nahrungsterritorien, die den unmittelbaren Nistbereich und einige Saftbäume umfassen. Ihre Größe liegt zwischen 0.8 und etwas über 3 Hektar.

### Kontaktzonen
Im zentralen Südalberta überschneidet sich das Brutgebiet des Gelbbauch-Saftleckers mit dem des Rotnacken-Saftleckers, im nordwestlichen British Columbia mit dem des Feuerkopf-Saftleckers. In beiden Gebieten kommt es zu Vermischungen der beiden Arten.

### Wanderungen
Soweit bekannt sind alle Populationen dieser Art Kurz-, Mittelstrecken- oder Langstreckenzieher. Weibchen legen die weiteren Strecken zurück, verlassen die Brutgebiete zeitiger im Spätsommer und kehren später in diese zurück. In den südlichsten Überwinterungsgebieten werden etwa 3,5 mal mehr Weibchen angetroffen als Männchen. Der Wegzug setzt Anfang September ein und erreicht seinen Höhepunkt in der letzten Septemberwoche. Gelbbauch-Saftlecker ziehen nachts in Gruppen, oft auch in großen Schwärmen. Am 17. April 1909 rasteten mindestens 5000 Spechte während eines orkanartigen Frühlingssturmes in Kingston.
Der Heimzug beginnt im März. Die meisten Gelbbauch-Saftlecker erreichen im April oder Anfang Mai ihre Brutgebiete.

## Nahrung und Nahrungserwerb

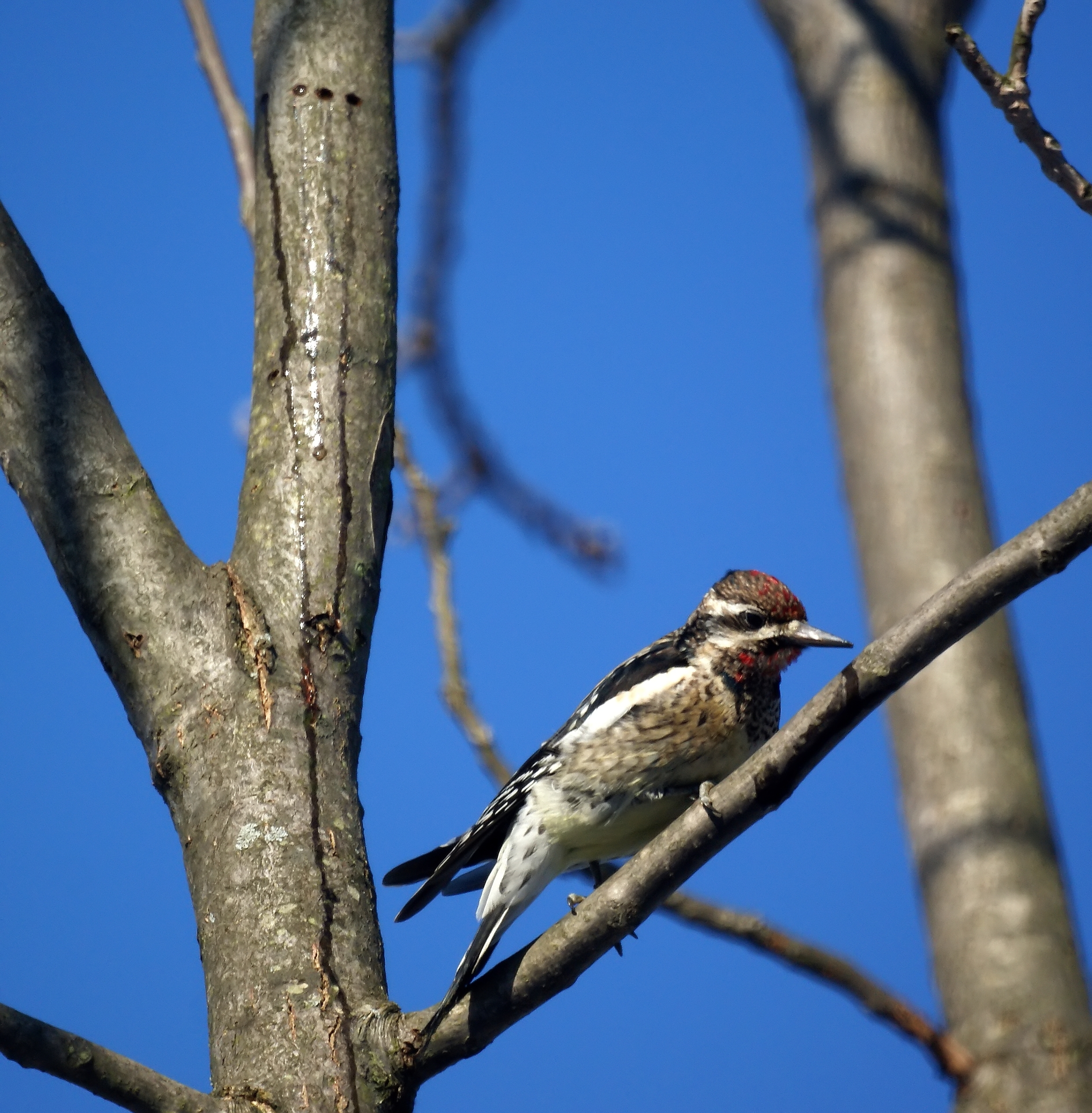
Männchen im ersten Frühling an einem Saftbaum; für den Spätwinter oder das frühe Frühjahr sind runde oder längsovale, kleine Saftlöcher typisch

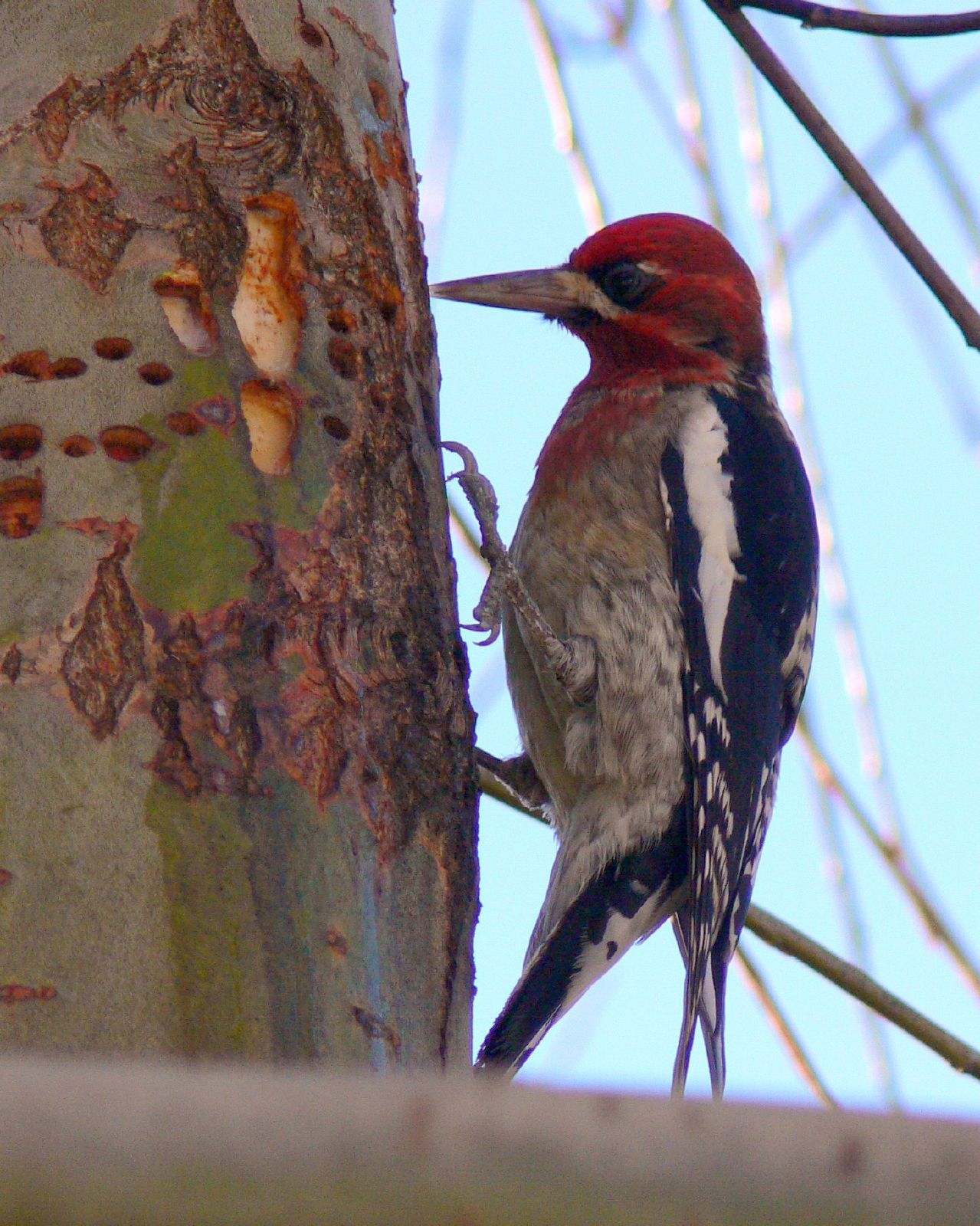
Runde und längliche Saftquellen eines Feuerkopf-Saftleckers

Gelbbauch-Saftlecker ernähren sich zu etwa gleichen Teilen von pflanzlichen Materialien und von Insekten und Spinnen. Diese in der Ganzjahressumme ausgeglichene Nahrungszusammensetzung variiert saisonal sehr stark. Während der Brutzeit ernährt sich die Art fast ausschließlich von Insekten, auch die Brut wird mit Insektennahrung gefüttert, allerdings wird diese gelegentlich in Baumsaft eingetunkt. Die Insektennahrung besteht vorwiegend aus Ameisen verschiedener Arten, Käfern und Käferlarven, Steinfliegen, Buckelzirpen, Heuschrecken, Grillen, Fliegen und Wespen. In der Vorbrutzeit, während des Zuges und im Winter nehmen Gelbbauch-Saftlecker vor allem Baumsäfte, Holzbast, Knospen, Früchte und Beeren zu sich. Holzbast und Kambium bildet im April den größten Nahrungsanteil. Reiner Baumsaft liefert etwa 20 Prozent der jährlichen Gesamtenergiemenge, saisonal kann er allerdings fast einziger Nahrungsbestandteil sein. Die Art erlangt ihre Nahrung an allen Stammabschnitten unterschiedlicher Baumarten und auf Ästen, seltener auf dem Boden. Insekten werden auch im Flug erbeutet. Die Insektennahrung wird durch Absuchen, Stochern, Bohren, gelegentlich auch durch Aufhämmern gewonnen. Beeren und Früchte sammelt die Art, oft kopfüber hängend, von den Zweigen. Viele Insekten werden von den austretenden Baumsäften angezogen und dort erbeutet. Die Baumsäfte werden direkt von den Saftlöchern aufgeleckt.
Mehrmals wurde beobachtet, dass die Art Hickorynüsse und Eicheln in geeigneten Baumspalten versteckt.

### Saftlöcher
Insgesamt wurden Saftlöcher des Gelbbauch-Saftleckers an fast 1000 Arten holziger Pflanzen festgestellt. Die Hauptbaumarten sind jedoch verschiedene Arten von Birken, Pappeln, Ulmen, Eichen, Ahornen und Hickory. Laubbäume überwiegen, doch werden vor allem im Winter auch in verschiedene Kiefern-Arten und in andere Nadelbäume Saftlöcher gehämmert. Die Zuckerkonzentration in diesen Baumsäften schwankt zwischen fast 20 % in der Gelb-Birke und bis zu 10 % in Hickory-Bäumen. Gelbbauch-Saftlecker wählen gezielt Bäume mit einem günstigen Verhältnis von Saftfluss und Zuckergehalt, wobei der Zuckergehalt der bestimmende Parameter ist. Die Art wendet zwei verschiedene Methoden zur Saftgewinnung an. Nach dem Blattaustrieb werden in der Bastschicht relativ große, meist annähernd rechteckige Flächen freigelegt; nach dem Laubfall bis zum neuerlichen Blattaustrieb kleine, oft leicht längsovale Löcher, die bis in die Holzschicht reichen. Die Saftlöcher sind meist in radialen Ringen angeordnet, die rechteckig ausgemeißelten Austrittsflächen oft in Reihen untereinander.

## Verhalten

### Bewegung
Die Art hüpft, sich an der Baumrinde festkrallend, beidbeinig stammauf und stammab. Auch seitliche oder schraubenförmige Bewegungen am Stamm werden hüpfend vollzogen. Der wellenförmige, schnelle Flug ist für Spechte typisch: nach einigen schnellen Flügelschlägen im Bogenaufschwung werden die Flügel nach dem Kulminationspunkt fest an den Körper angelegt.

### Tagesaktivität
Wie alle Echten Spechte ist der Gelbbauch-Saftlecker tagaktiv.  Seine Aktivitätszeit beginnt etwa mit Sonnenaufgang und endet etwas nach Sonnenuntergang. Während des Höhlenbaus, der Brut und der frühen Nestlingszeit verbringt das Männchen die Nacht in der Bruthöhle, das Weibchen an einem geschützten Stammabschnitt in deren Nähe. Nur bei sehr schlechtem Wetter sucht auch das Weibchen eine alte Höhle auf. Außer für die Nahrungssuche wendet die Art viel Zeit zur Gefiederpflege und für andere Komforthandlungen wie zum Beispiel Sonnenbaden auf.

### Soziales und agonistisches Verhalten
Der Gelbbauch-Saftlecker ist außerhalb der Brutzeit weitgehend Einzelgänger. Auch während der Brutzeit sieht man das Elternpaar selten nahe beieinander. Außerhalb der Brutzeit lösen auch Annäherungen von Jungvögeln Drohgebärden aus. Nur während des Zuges können sich größere Gruppen versammeln.
Der Höhlenbaum und einige Saftbäume werden von beiden Vögeln eines Paares bewacht und gegenüber Artgenossen und anderen Eindringlingen verteidigt. Berührungskämpfe sind selten, Flugattacken auf andere, die Saftquellen nutzende Vogelarten, insbesondere auf Rubinkehlkolibris, die häufig in unmittelbarer Nachbarschaft zum Gelbbauch-Saftlecker nisten, wurden jedoch  beobachtet. Die innerartlichen Auseinandersetzungen sind weitgehend ritualisiert. Dabei sitzen sich konkurrierende Spechte auf einem Ast gegenüber, die Schnäbel zeigen auf den Gegner. Das Kehl- und das Kopfgefieder ist gesträubt, die Schwanzfedern sind gespreizt. Unter wechselseitigem Kopfheben, Flügelschlagen und aggressiven Rufen wird der Gegner eingeschüchtert und zur Flucht gezwungen, danach vom Sieger oft unter lautem Rufen noch weit verfolgt.

## Brutbiologie

### Balz, Paarbildung und Höhlenbau

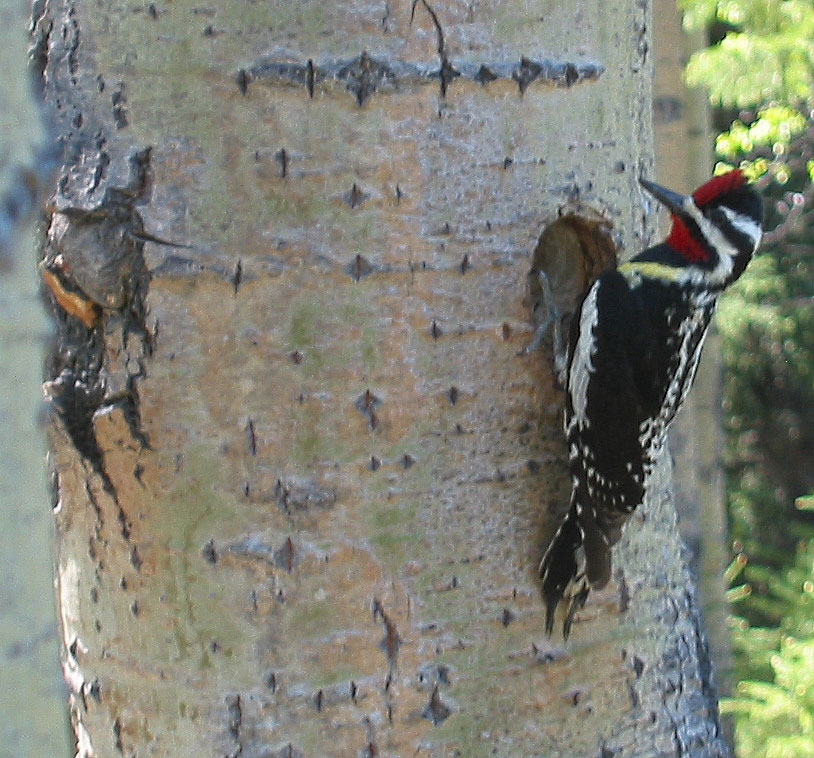
Männchen am Höhlenbaum, einer Amerikanischen Zitterpappel. Links fruchtet ein Feuerschwamm

Männchen und Weibchen erlangen als Jährlinge ihre Brutreife. Sie führen eine weitgehend monogame Saisonehe. Das Männchen erscheint etwa eine Woche vor dem Weibchen im Brutgebiet und beginnt sofort, vor allem durch Trommeln, ein Revier abzugrenzen und neue Saftlöcher anzulegen. Die Brutortstreue beider Geschlechter ist sehr groß, sodass Wiederverpaarungen häufig sind. Das Balzritual besteht vor allem aus verschiedenen Ausdrucksflügen, Höhlenzeigen und Zeigen der Saftbäume, sowie aus verschiedenen Rufen und Instrumentallauten. Bei älteren Brutpartnern verläuft die Balz sehr heimlich.
Der Höhlenbau beginnt frühestens Mitte April, meist erst im Mai. Es wird jedes Jahr eine neue Höhle angelegt, häufig wird diese in den gleichen Baum wie in vergangenen Jahren geschlagen. Nicht immer wird die neue Höhle später tatsächlich für die Brut verwendet, manchmal wird hierfür eine alte Höhle genutzt. Als Nistbäume kommen verschiedene Laub- oder Nadelbäume in Frage, die Amerikanische Zitterpappel wird mit Abstand am häufigsten gewählt. Ideale Nistbäume sind Zitterpappeln, die bereits mit Phellinus tremulae, dem Espen-Feuerschwamm, befallen sind. Das Myzel dieses Pilzes erzeugt im Stamminneren eine das Holz zermürbende Weißfäule, die dem Specht das Ausmeißeln der Bruthöhle sehr erleichtert (s. Holzbienen). Die Höhlen liegen im Durchschnitt in 11 Meter Höhe; sie werden unter nur geringer Mithilfe des Weibchens in etwa drei Wochen vom Männchen erzeugt. Das Einflugloch ist kreisrund und an der Unterkante oft deutlich abgeschrägt, damit Regenwasser besser nach außen abrinnt. Sein Durchmesser schwankt zwischen 3,2 und 4,1 Zentimeter. Die mittlere Tiefe der Höhle beträgt 27, der Brutraumdurchmesser etwas über 7 Zentimeter. Nistmaterial wird, wie bei allen Echten Spechten, nicht eingetragen.

### Gelege und Brut
Gelbbauch-Saftlecker brüten einmal im Jahr; dass bei Gelegeverlust eine Ersatzbrut begonnen wird, ist wahrscheinlich, wurde aber bisher nicht dokumentiert. Die Eiablage beginnt etwa eine Woche nach Fertigstellung der Bruthöhle, meist in der dritten Maiwoche. Frische Gelege wurden noch Anfang Juli beobachtet, dabei handelte es sich wahrscheinlich um Ersatzgelege. Das Gelege besteht aus 4–5 (2–7) rein weißen Eiern mit einer durchschnittlichen Größe von etwa 22 × 17 Millimetern. Sie werden im Tagesabstand auf eine lose Spanunterlage gelegt und ab dem 3. oder 4. Ei fest bebrütet. Die Brutbeteiligung scheint von Paar zu Paar unterschiedlich zu sein, immer brütet nachts das Männchen. Die Brutdauer schwankt zwischen 10 und 13 Tagen. Die Jungen werden von beiden Eltern zu gleichen Teilen vornehmlich mit Insektennahrung versorgt; daneben werden auch Knospen und Früchte verfüttert. Gelegentlich werden diese Nahrungsbestandteile in Saftlöcher getaucht, ansonsten scheint Baumsaft nicht verfüttert zu werden. Die Nestlinge verlassen nach durchschnittlich 27 Tagen das Nest und verbleiben mit den Eltern im unmittelbaren Brutgebiet. Die Führungszeit ist sehr kurz. Etwa eine Woche, spätestens 10 Tage nach dem Ausfliegen sind die Jungen selbstständig und ernähren sich vornehmlich von Baumsäften an den von den Eltern angelegten Saftlöchern und von an diesen aufgelesenen Insekten. Lose Familienverbände können bis in die Zugzeit erhalten bleiben. Zum Bruterfolg liegen nur wenige Daten aus kleinen Untersuchungsreihen vor. In Michigan verließen pro Brut 2,72 Jungspechte das Nest. Zur Überlebensrate ausgeflogener Spechte liegen keine Angaben vor, als Höchstalter wurden 6 Jahre und 9 Monate festgestellt.

## Systematik
Der Gelbbauch-Saftlecker ist eine von nur vier Arten der Gattung Sphyrapicus, die alle in Nordamerika vorkommen. Mit S. nuchalis und S. ruber bildet er die Superspezies Sphyrapicus varius. In den Kontaktzonen der Arten hybridisieren diese und bringen uneingeschränkt fruchtbare Nachkommen hervor. Die taxonomische Stellung der vierten Art, des Kiefernsaftleckers  (Sphyrapicus thyroideus), ist unklar.  Sphyrapicus ist eine Schwestergattung von Melanerpes. Die Spechte aus den Appalachen sind oft kleiner und dunkler als die aus nördlicheren Gebieten. Sie werden gelegentlich einer Unterart S. v. appalachiensis zugeordnet, die jedoch nicht allgemein anerkannt ist.

## Bestand und Bedrohung
Laut IUCN gilt der Bestand der Art als ungefährdet. Auf einer Gesamtverbreitungsfläche von annähernd 4,5 Millionen Quadratkilometern wird der Bestand auf etwa 9 Millionen Individuen geschätzt. Regional sind jedoch Bestandsschwankungen und auch Bestandsrückgänge festzustellen. In den Appalachen-Bundesstaaten sowie in Südontario wurde die Art in eine Form der Vorwarnliste (species of concern) aufgenommen. In North Carolina gilt sie als außerordentlich seltener Brutvogel (significantly rare).
Neben sehr vielen natürlichen Feinden, wie vor allem verschiedenen Greifvögeln und Mardern, stellen Habitatverlust, Höhlenkonkurrenz – insbesondere durch den eingeführten Europäischen Star – und Kollisionen mit Gebäuden, Fahrzeugen oder Windkraftanlagen die größten Gefährdungsursachen dar. Die direkte Verfolgung, die früher mit der Behauptung, dass die Art sowohl Forst- als auch Obstschädling sei, begründet wurde, spielt heute keine Rolle mehr.